# Araliopsis tabouensis
Araliopsis tabouensis là một loài thực vật có hoa trong họ Cửu lý hương. Loài này được Aubrév. & Pellegr. mô tả khoa học đầu tiên năm 1936.